# Эверния сливовая
Эве́рния сли́вовая, или дубо́вый мох (лат. Evernia prunastri) — вид лишайников рода Эверния (Evernia) семейства Пармелиевые (Parmeliaceae).

## Синонимы[1]
- Borrera prunastri (L.) Sibth. et Sm., 1813
- Evernia herinii P.A. Duvign., 1940
- Evernia prunastri f. herinii (P.A. Duvign.) D. Hawksw., 1980
- Evernia prunastri f. retusa (Ach.) Cromb., 1855
- Evernia prunastri var. herinii (P.A. Duvign.) Maas Geest., 1954
- Evernia prunastri var. stictoceros (Sm.) Ach., 1810
- Evernia retusa (Ach.) Röhl., 1813
- Evernia strictoceros (Sm.) Sm.et Sowerby, 1844
- Lichen prunastri L., 1753basionym
- Lichen strictoceros Sm., 1804
- Lobaria prunastri (L.) Hoffm., 1795
- Parmelia mollis var. prunastri (L.) Schaer., 1840
- Parmelia prunastri (L.) Ach., 1803
- Parmelia prunastri var. retusa  Ach., 1803
- Physcia prunastri (L.) DC., 1805
- Physcia prunastri f. stictoceros (Sm.) Schaer., 1850
- Physcia prunastri var. retusa (Ach.) Grognot, 1863
- Physcia prunastri var. stictoceros (Sm.) Schaer., 1850
- Platisma prunastri (L.) Frege, 1812
- Platysma prunastri (L.) Frege, 1812
- Ramalina prunastri (L.) Chevall., 1826
- Ramalina thrausta f. arenaria Fr. ex Arnold, 1884

## Описание
Слоевище кустистое, в виде слегка повисающих или торчащих кустиков, иногда жёсткое, прикрепляется к субстрату хорошо или неясно выраженным гомфом. Ризоиды отсутствуют. Верхняя поверхность лопастей беловато-, тёмно- или серовато-зелёная, реже зеленовато-жёлтая до желтовато-коричневой, нижняя — более светлоокрашенная, беловатая, часто с розовым оттенком, изредка почти одного цвета с верхней. Лопасти до 6 мм ширины, линейные, сплюснутые, с краями, слегка заворачивающими на нижную сторону, дорсивентральные, складчатые, на поверхности с небольшими углублениями, слабо или сильно дихотомически развлетлённые, на концах заострённые или притуплённые и немного вздутые, иногда выемчато раздвоенные или коротко дихотомически разветвлённые. По краям лопастей и нередко по их верхней и нижней поверхностях развиваются беловатые, округлые или сливающие между собой сорали, очень редко изидиозные выросты или мелкие, до 1—2 мм длины лопастинки. Апотеции образуются редко, по краям лопастей с красновато-коричневым диском. Сумки содержат по 8 спор. Споры 6—9×4—5 мкм, эллипсоидные, одноклеточные.

### Химический состав
Присутствуют вторичные метаболиты: усниновая и эверновая кислоты, атранорин, иногда салациновая кислота.

## Среда обитания и распространение
Является одним из обыкновенных видов на стволах и ветвях деревьев лиственных, реже хвойных пород, а также встречается на обработанной древесине, почве, камнях. Из лиственных пород предпочитает берёзу, из хвойных — сосну. Особенно обильна на стволах деревьев открытых мест и опушек леса, у лесных дорог и на других более или менее хорошо освещённых местах.
Встречается в Европе, Азии, Северной Америке.
В России распространён в лесных районах европейской части, на юге в горах.

## Охранный статус
В России вид занесён в Красную книгу Астраханской области, города Москвы, Омской области, Сахалинской области, Ханты-Мансийского автономного округа — Югры.

## Применение
Этот лишайник имеет весьма выраженный, но довольно сложный аромат, который может быть описан, как древесный и слегка сладкий. Экземпляры дубового мха, растущие на соснах, имеют явный запах скипидара, что оценено в парфюмерии.
Экстракт дубового мха используется в современной парфюмерной промышленности для фиксации ароматов. Коммерческий сбор дубового мха ведётся в странах Южной и Центральной Европы. Собранный урожай экспортируется во Францию, где перерабатывается.